# Winhaëloc de Vannes
Winhaëloc, ou UUinhaëlhoc, (floruit IXe siècle) est un ecclésiastique breton qui fut évêque de Vannes vers 814-820

## Contexte
Winhaëloc d'origine nettement bretonne d'après son nom et peut-être originaire des confins du Vannetais et du diocèse d'Aleth, succède à l'évêque Isaac dont on ne sait rien comme 15e évêque de Vannes  ou 31e, selon les listes épiscopales d'Augustin du Paz
Cette accession à l'épiscopat de Vannes d'un Breton semble avoir entrainé une réaction du pouvoir impérial car dès le 29 juin 820 Rainier ou Raginarus un prélat d'origine gallo-franc lui succède ou du moins lui est imposé comme coadjuteur car. Winhaëloc est encore mentionné comme tel dans un acte du 3 février 821

## Sources
- Liste officielle des prélats du diocèse de Vannes de l'Église catholique Diocèse de Vannes Liste chronologique des Évêques de Vannes.
- Arthur de La Borderie, Histoire de la Bretagne, vol. II, Mayenne, Joseph Floch (réédition), 1975, p. 267
- Noël-Yves Tonnerre, Naissance de la Bretagne, Angers, Presses de l'Université d'Angers, 1994, 621 p. (ISBN 978-2903075583), p. 172